# Ministère de l'Habitat et du Logement
Le ministère de l'Habitat et du Logement ou Minhvi (Ministerio del Poder Popular para Hábitat y Vivienda, en espagnol, littéralement, « ministère du Pouvoir populaire pour l'Habitat et le Logement ») est un ministère du gouvernement du Venezuela créé le 8 avril 2005. Son titulaire actuel est Ildemaro Villarroel depuis le 26 novembre 2017.

## Chronologie
Le ministère est créé par le décret n°3570 publié au Journal Officiel n°38162 du 8 août 2005. En 2009, le ministère de l'Infrastructure et le ministère du Logement et de l'Habitat fusionnent pour devenir le ministère des Travaux publics et du Logement (MOPVI). En 2010, par décret n°7513, ce dernier est dissout et sont créés deux ministères distincts, le ministère du Transport et des Communications et le ministère du Logement et de l'Habitat. Le 2 septembre 2014, le président Nicolás Maduro décrète la fusion de ce dernier avec le ministère de l'Environnement pour former le Ministère du Logement, de l'Habitat et de l'Écosocialisme (MPPVHE). Enfin, le 8 avril 2015, Maduro décrète la suppression du ministère pour le remplacer par deux autres entités, le ministère pour le Logement et l'Habitat et le ministère de l'Environnement, ce dernier sous le nom de ministère de l'Écosocialisme et des Eaux.

## Liste des ministres

### Ministres de l'Habitat et du Logement
| Image | Nom                 | Parti | Début            | Fin              |
| ----- | ------------------- | ----- | ---------------- | ---------------- |
|       | Raúl Paredes        |       | 10 janvier 2025  |                  |
|       | Raúl Paredes        |       | 27 aout 2024     | 10 janvier 2025  |
|       | Ildemaro Villarroel |       | 26 novembre 2017 | 2019             |
|       | Manuel Quevedo      |       | 18 août 2015     | 26 novembre 2017 |

### Ministre de l'Habitat, du Logement et de l'Écososcialisme
Du 2 septembre 2014 au 8 avril 2015, le ministère de l'Habitat et du Logement devient le ministère de l'Habitat, du Logement et de l'Écososcialisme, lequel ne compte qu'un seul titulaire, Ricardo Molina.
| Image | Nom            | Parti | Début            | Fin          |
| ----- | -------------- | ----- | ---------------- | ------------ |
|       | Ricardo Molina |       | 2 septembre 2014 | 8 avril 2015 |

### Ministre de l'Habitat et du Logement
| Image | Nom            | Parti | Début          | Fin              |
| ----- | -------------- | ----- | -------------- | ---------------- |
|       | Ricardo Molina |       | 23 juin 2010 ? | 2 septembre 2014 |

### Ministre des Travaux publics et du Logement
| Image | Nom              | Parti | Début       | Fin            |
| ----- | ---------------- | ----- | ----------- | -------------- |
|       | Diosdado Cabello |       | 4 mars 2009 | 24 juin 2010 ? |

### Ministres précédents
| Image | Nom                      | Parti | Début        | Fin  |
| ----- | ------------------------ | ----- | ------------ | ---- |
|       | Francisco Sesto          |       | 18 juin 2008 | 2009 |
|       | Edith Gómez              |       | 2008         | 2008 |
|       | Jorge Pérez              |       | 2007         | 2008 |
|       | Ramón Carrizales         |       | 2006         | 2007 |
|       | Luis Figueroa            |       | 2005         | 2006 |
|       | Julio Montes             |       | 2004         | 2005 |
|       | Diógenes Mujica          |       | 1994         | 1999 |
|       | Henry Jatar Senior       |       | 1993         | 1994 |
|       | Diógenes Mujica          |       | 1992         | 1993 |
|       | Luis Penzini Fleury      |       | 1989         | 1992 |
|       | Francisco Montbrum       |       | 1987         | 1989 |
|       | Otto Hernández Pieretti  |       | 1985         | 1987 |
|       | Luis Maniel Manzanilla   |       | 1984         | 1985 |
|       | María Cristina Maldonado |       | 1982         | 1984 |
|       | Orlando Orozco           |       | 1979         | 1982 |
|       | Robert Padilla Fernández |       | 1977         | 1979 |